# Khashoggi's Ship
Khashoggi's Ship es la segunda canción incluida en el disco The Miracle realizado en 1989 por la banda de Rock inglesa Queen.
La canción nuevamente fue otra improvisación iniciada por Freddie Mercury, a la que los demás contribuyeron con las letras. El dueño del barco en cuestión es Adnan Khashoggi.
- Datos: Q5959407